# Regan Gough
Regan Gough (Waipukurau, 6 ottobre 1996) è un ex pistard e ciclista su strada neozelandese, attivo come Elite dal 2015 al 2023. Su pista è stato campione del mondo 2015 di inseguimento a squadre.

## Palmarès

### Pista
- 2013 (Juniores)

Campionati neozelandesi, Corsa a punti Junior
- 2014 (Juniores)

Campionati del mondo, Corsa a punti Junior
Campionati del mondo, Americana Junior (con Luke Mudgway)
Campionati neozelandesi, Inseguimento individuale Junior
BikeNZ Cup - Cambridge, Corsa a punti
BikeNZ Cup - Cambridge, Americana (con Luke Mudgway)
- 2015

Campionati del mondo, Inseguimento a squadre (con Pieter Bulling, Dylan Kennett, Alex Frame e Marc Ryan)
Irish International Track Grand Prix, Inseguimento individuale (Dublino)
Irish International Track Grand Prix, Corsa a punti (Dublino)
Campionati neozelandesi, Corsa a punti
- 2019

5ª prova Coppa del mondo 2018-2019, Inseguimento a squadre (Cambridge, con Campbell Stewart, Jordan Kerby, Nick Kergozou e Tom Sexton)
Fastest Man on Wheels, Americana (Trexlertown, con Tom Sexton)
Fastest Man on Wheels, Omnium (Trexlertown)
US Sprint Grand Prix, Corsa a punti (Trexlertown)
Keirin Cup, Omnium (Trexlertown)
- 2020

Campionati neozelandesi, Corsa a eliminazione
- 2021

Campionati neozelandesi, Americana (con Tom Sexton)
Campionati neozelandesi, Omnium

### Strada
- 2013 (Juniores)

Prologo Hawke's Bay Tour (Ngatawara, cronometro)
- 2014 (Juniores)

Prologo Hawke's Bay Tour (cronometro)
2ª tappa Tour de Vineyards (Woollaston > Moutere)
2ª tappa Tour of Taranaki (cronometro)
3ª tappa Tour of Taranaki
- 2016 (Avanti IsoWhey Sports)

Prologo Hawke's Bay Tour (Puketapu, cronometro)
- 2017 (An Post-ChainReaction, tre vittorie)

Campionati neozelandesi, Prova a cronometro Under-23
Campionati neozelandesi, Prova in linea Under-23
5ª tappa An Post Rás (Buncrana > Dungloe)
- 2018

1ª tappa, 2ª semitappa Hawke's Bay Tour (Ohiti Road > Ohiti Road)
Classifica generale Hawke's Bay Tour
- 2019

Prologo Tour de Delta (Delta, cronometro)
- 2020

2ª tappa Hawke's Bay Tour (Matapiro Road > Matapiro Road)
- 2021

3ª tappa New Zealand Cycle Classic (Masterton > Martinborough)
- 2022 (Bolton Equities Black Spoke Pro Cycling, due vittorie)

3ª tappa New Zealand Cycle Classic (Wellington > Wellington)
Campionati neozelandesi, Prova a cronometro Elite

#### Altri successi
- 2015 (Avanti Racing Team)

Prologo Tour of Southland (Invercargill, cronosquadre)
- 2016 (Avanti IsoWhey Sports)

Prologo Tour of Southland (Invercargill, cronosquadre)
- 2019

Tour de Gastown
- 2021

1ª tappa New Zealand Cycle Classic (Masterton, cronosquadre)
Classifica a punti New Zealand Cycle Classic
- 2022 (Bolton Equities Black Spoke Pro Cycling)

1ª tappa New Zealand Cycle Classic (Masterton, cronosquadre)
- 2023 (Bolton Equities Black Spoke)

Prologo Tour of Southland (Invercargill, cronosquadre)

## Piazzamenti

### Competizioni mondiali
- Campionati del mondo su pista

Glasgow 2013 - Inseguimento a squadre Junior: 2º
Glasgow 2013 - Omnium Junior: 5º
Glasgow 2013 - Americana Junior: 2º
Seul 2014 - Inseguimento a squadre Junior: 3º
Seul 2014 - Inseguimento individuale Junior: 2º
Seul 2014 - Corsa a punti Junior: vincitore
Seul 2014 - Americana Junior: vincitore
St. Quentin-en-Yv. 2015 - Scratch: ritirato
St. Quentin-en-Yv. 2015 - Inseg. a squadre: vincitore
St. Quentin-en-Yv. 2015 - Corsa a punti: 4º
St. Quentin-en-Yv. 2015 - Omnium: non partito
Hong Kong 2017 - Inseguimento a squadre: 2º
Hong Kong 2017 - Corsa a punti: 5º
Apeldoorn 2018 - Inseguimento a squadre: 5º
Apeldoorn 2018 - Corsa a punti: 9º
Apeldoorn 2018 - Americana: ritirato
Berlino 2020 - Inseguimento a squadre: 2º
- Campionati del mondo su strada

Bergen 2017 - Cronometro Under-23: 22º
Bergen 2017 - In linea Under-23: 121º
- Giochi olimpici

Rio de Janeiro 2016 - Inseguimento a squadre: 4º
Tokyo 2020 - Inseguimento a squadre: 4º